# جوي تشيمبرز
جوي تشيمبرز (بالإنجليزية: Joy Chambers)‏ (1947، إبسوتش في أستراليا)؛ ممثلة وروائية أسترالية.

## روابط خارجية
- جوي تشيمبرز على موقع IMDb (الإنجليزية)
- جوي تشيمبرز على موقع قاعدة بيانات الفيلم (الإنجليزية)